# マーメイドメロディー ぴちぴちピッチのディスコグラフィ
マーメイドメロディー ぴちぴちピッチのディスコグラフィでは、 『マーメイドメロディー ぴちぴちピッチ』の関連CDについて記述する。発売元はポニーキャニオン。

## キャラクターソング

### 第1期

#### Splash Dream
七海るちあのシングル。2003年8月20日に発売。七海るちあ役の中田あすみが歌っている。
表題曲「Splash Dream」は、テレビアニメ『マーメイドメロディー ぴちぴちピッチ』の挿入歌として使用された。ディスクジャケットには七海るちあが描かれている。
収録曲
1. Splash Dream [4:14]
作詞：福田哲也、作曲：勝誠二、編曲：西嶋正己
2. Super Love Songs! るちあソロバージョン [3:51]
作詞：三井ゆきこ、作曲：勝誠二、編曲：神津裕之
3. Legend of Mermaid るちあソロバージョン [4:36]
作詞：三井ゆきこ、作曲・編曲：林浩司

#### Ever Blue
宝生波音のシングル。2003年8月20日に発売。宝生波音役の寺門仁美が歌っている。
表題曲「Ever Blue」は、テレビアニメ『マーメイドメロディー ぴちぴちピッチ』の挿入歌として使用された。ディスクジャケットには宝生波音が描かれている。
収録曲
（全作詞：三井ゆきこ）
1. Ever Blue [4:50]
作曲：堀田健志、編曲：佐藤和朗
2. Super Love Songs! 波音ソロバージョン [3:51]
作曲：勝誠二、編曲：神津裕之
3. Legend of Mermaid 波音ソロバージョン [4:36]
作曲・編曲：林浩司

#### Star Jewel
桐院リナのシングル。2003年8月20日に発売された。洞院リナ役の浅野まゆみが歌っている。
表題曲「Star Jewel」は、テレビアニメ『マーメイドメロディー ぴちぴちピッチ』の挿入歌として使用された。ディスクジャケットには洞院リナが描かれている。
収録曲
（全作詞：三井ゆきこ）
1. Star Jewel [4:18]
作曲・編曲：大内哲也
2. Super Love Songs! リナソロバージョン [3:51]
作曲：勝誠二、編曲：神津裕之
3. Legend of Mermaid リナソロバージョン [4:36]
作曲・編曲：林浩司

### 第2期

#### 愛の温度℃
表題曲「愛の温度℃」は、テレビアニメ『マーメイドメロディー ぴちぴちピッチ ピュア』のエンディングテーマ、カップリング曲の「KODOU 〜パーフェクト・ハーモニー〜」、「Legend of Mermaid 〜7Mermaid Version〜」は、テレビアニメの挿入歌として使用された。
表題曲、「KODOU 〜パーフェクト・ハーモニー〜」は、同アニメで七海るちあ、宝生波音、洞院リナ役の中田あすみ、寺門仁美、浅野まゆみが歌っている。
ディスクジャケットには七海るちあ、宝生波音、洞院リナの変身前の姿が描かれている。
収録曲
1. 愛の温度℃ [4:23]
作詞：三井ゆきこ、作曲・編曲：小林信吾
  - テレビアニメ『マーメイドメロディー ぴちぴちピッチ ピュア』前期エンディングテーマ
2. KODOU 〜パーフェクト・ハーモニー〜 [4:52]
作詞：福田哲也、作曲・編曲：勝誠二
  - テレビアニメ『マーメイドメロディー ぴちぴちピッチ ピュア』挿入歌
3. Legend of Mermaid 〜7Mermaid Version〜 [4:34]
歌：七海るちあ（中田あすみ）、宝生波音（寺門仁美）、洞院リナ（浅野まゆみ）、沙羅（植田佳奈）、かれん（小暮英麻）、ノエル（永田亮子）、ココ（新井里美）
作詞：福田哲也、作曲・編曲：勝誠二
  - テレビアニメ『マーメイドメロディー ぴちぴちピッチ ピュア』挿入歌

収録作品
| 収録作品                                                              | 曲名                                                   | 作品種類                   | 発売日        |
| --------------------------------------------------------------------- | ------------------------------------------------------ | -------------------------- | ------------- |
| マーメイドメロディー ぴちぴちピッチ ピュア オリジナルサウンドトラック | 愛の温度℃（TV Version）                                | サウンドトラック           | 2004年8月18日 |
| マーメイドメロディー ボーカルコレクション ピュアBOX1                  | 愛の温度℃                                              | コンピレーション・アルバム | 2004年9月15日 |
| マーメイドメロディー ボーカルコレクション ピュアBOX1                  | KODOU 〜パーフェクト・ハーモニー〜（7Mermaid Version） | コンピレーション・アルバム | 2004年9月15日 |

#### MOTHER SYMPHONY
テレビアニメ『マーメイドメロディー ぴちぴちピッチ ピュア』の挿入歌として使用された楽曲が収録されている。また、表題曲「MOTHER SYMPHONY」は、劇中では七海るちあ、宝生波音、洞院リナの3人で歌っている楽曲である。
ディスクジャケットには七海るちあ、宝生波音、洞院リナが描かれている。
収録曲
1. MOTHER SYMPHONY [4:45]
歌：七海るちあ（中田あすみ）
作詞：三井ゆきこ、作曲：松田彬人、編曲：竹田元
2. 水色の旋律 [5:23]
歌：宝生波音（寺門仁美）
作詞：三井ゆきこ、作曲・編曲：堀田健志
3. Piece of Love [4:38]
歌：洞院リナ（浅野まゆみ）
作詞：三井ゆきこ、作曲：林浩司、編曲：竹田元

#### 暗黒の翼
テレビアニメ『マーメイドメロディー ぴちぴちピッチ ピュア』の敵キャラクター（レディ・バット、ブラックビューティーシスターズ、蘭花）のイメージソングが収録されており、収録されている楽曲は全て劇中で挿入歌として使用された。
ジャケットにはレディ・バット、シェシェ、ミミ、蘭花が描かれている。
収録曲
1. 暗黒の翼 [4:10]
歌：レディ・バット（小林沙苗）
作詞：MARIA、作曲・編曲：大内哲也
2. 闇のBAROQUE -バロック- [3:46]
歌：シェシェ（土屋実紀）＆ミミ（下屋則子）
作詞：三井ゆきこ、作曲・編曲：延近輝之
3. 花と蝶のセレナーデ [4:47]
歌：蘭花（小島めぐみ）
作詞：三井ゆきこ、作曲・編曲：土谷知幸

#### 七つの海の物語〜Pearls of Mermaid〜
収録されている楽曲は全てテレビアニメ『マーメイドメロディー ぴちぴちピッチ ピュア』の挿入歌として使用された。これまでの同番組の主題歌・挿入歌を思わせる歌詞が随所に歌い込まれており、番組末期を彩る総決算的な内容となっている。
ディスクジャケットには、七海るちあ・宝生波音・洞院リナ・星羅の人魚姿が描かれている。
収録曲
1. 七つの海の物語〜Pearls of Mermaid〜 [4:27]
歌：七海るちあ（中田あすみ）、宝生波音（寺門仁美）、洞院リナ（浅野まゆみ）
作詞：三井ゆきこ、作曲：林浩司、編曲：三輪悟
2. Beautiful Wish [4:30]
歌：星羅（喜多村英梨）
作詞：三井ゆきこ、作曲・編曲：延近輝之
3. 翼を抱いて [4:16]
歌：ミケル（皆川純子）
作詞：MARIA、作曲・編曲：鶴来正基

ソロバージョン
| 曲名                                   | アーティスト             | 収録アルバム                                         |
| -------------------------------------- | ------------------------ | ---------------------------------------------------- |
| 七つの海の物語（るちあソロバージョン） | 七海るちあ（中田あすみ） | マーメイドメロディー ボーカルコレクション ピュアBOX2 |
| 七つの海の物語（波音ソロバージョン）   | 宝生波音（寺門仁美）     | マーメイドメロディー ボーカルコレクション ピュアBOX2 |
| 七つの海の物語（リナソロバージョン）   | 洞院リナ（浅野まゆみ）   | マーメイドメロディー ボーカルコレクション ピュアBOX2 |

収録作品
| 収録作品名                                           | 曲名           | 作品種類                   | 発売日         |
| ---------------------------------------------------- | -------------- | -------------------------- | -------------- |
| マーメイドメロディー ボーカルコレクション ピュアBOX2 | Beautiful Wish | コンピレーション・アルバム | 2004年12月15日 |
| マーメイドメロディー ボーカルコレクション ピュアBOX2 | 翼を抱いて     | コンピレーション・アルバム | 2004年12月15日 |

## ボーカルコレクション

### ジュエルBOX1
テレビアニメ1期『マーメイドメロディー ぴちぴちピッチ』のボーカルアルバムボックス第1弾。
主題歌やキャラクターソングをはじめ、ゲーム用の楽曲、未発表ヴァージョンなどを収録。
1. 太陽の楽園〜Promised Land〜 [4:35]
歌：神戸みゆき
作詞：三井ゆきこ、作曲・編曲：大内哲也
TX系テレビアニメ『マーメイドメロディー ぴちぴちピッチ』前期のオープニングテーマ
2. 大事な宝箱 [4:07]
歌：中田あすみ
作詞：ポリン、作曲・編曲：小林信吾
TX系テレビアニメ『マーメイドメロディー ぴちぴちピッチ』前期のエンディングテーマ
3. Legend of Mermaid [4:36]
歌：七海るちあ（中田あすみ）・宝生波音（寺門仁美）・洞院リナ（浅野まゆみ）
作詞：三井ゆきこ、作曲・編曲：林浩司
4. Super Love Songs!（マーメイドバージョン） [3:51]
歌：七海るちあ（中田あすみ）・宝生波音（寺門仁美）・洞院リナ（浅野まゆみ）
作詞：三井ゆきこ、作曲：勝誠二、編曲：神津裕之
5. Splash Dream（コーラスバージョン） [4:14]
歌：七海るちあ（中田あすみ）
作詞：福田哲也、作曲：勝誠二、編曲：西嶋正己
6. Ever Blue（コーラスバージョン） [4:50]
歌：宝生波音（寺門仁美）
作詞：三井ゆきこ、作曲：堀田健志、編曲：佐藤和朗
7. Star Jewel（コーラスバージョン） [4:18]
歌：洞院リナ（浅野まゆみ）
作詞：三井ゆきこ、作曲・編曲：大内哲也
8. 夢のその先へ [4:49]
歌：七海るちあ（中田あすみ）・宝生波音（寺門仁美）・洞院リナ（浅野まゆみ）
作詞：三井ゆきこ、作曲・編曲：石田裕之
9. 黒の協奏曲〜concerto〜 [4:31]
歌：シェシェ（土屋実紀）・ミミ（下屋則子）
作詞：三井ゆきこ、作曲・編曲：延近輝之
10. 太陽の楽園〜Promised Land〜（マーメイドバージョン、ボーナス・トラック） [2:03]
歌：七海るちあ（中田あすみ）・宝生波音（寺門仁美）・洞院リナ（浅野まゆみ）
作詞：三井ゆきこ、作曲・編曲：大内哲也
コナミ社ゲーム『マーメイドメロディー ぴちぴちピッチ』オープニングテーマ
11. 大事な宝箱（マーメイドバージョン、ボーナス・トラック） [1:46]
歌：七海るちあ（中田あすみ）・宝生波音（寺門仁美）・洞院リナ（浅野まゆみ）
作詞：ポリン、作曲・編曲：小林信吾
コナミ社ゲーム『マーメイドメロディー ぴちぴちピッチ』エンディングテーマ
12. Legend of Mermaid（コーラスバージョン、ボーナス・トラック） [1:53]
歌：七海るちあ（中田あすみ）・宝生波音（寺門仁美）・洞院リナ（浅野まゆみ）
作詞：三井ゆきこ　作曲・編曲：林浩司
コナミ社ゲーム『マーメイドメロディー ぴちぴちピッチ』挿入歌

### ジュエルBOX2
テレビアニメ1期『マーメイドメロディー ぴちぴちピッチ』のボーカルアルバムボックス第2弾。
後期の新オープニングテーマ・エンディングテーマや、シングルのヴァージョン違いなどを収録。
1. Rainbow Notes♪ [4:25]
歌：神戸みゆき
作詞：三井ゆきこ、作曲：勝誠二、編曲：蓮沼健介
TX系テレビアニメ『マーメイドメロディー ぴちぴちピッチ』後期のオープニングテーマ
2. 夢のその先へ（るちあソロバージョン） [4:49]
歌：七海るちあ（中田あすみ）
作詞：三井ゆきこ、作曲・編曲：石田裕之
3. KIZUNA（るちあソロバージョン） [4:37]
歌：七海るちあ（中田あすみ）
作詞：福田哲也、作曲・編曲：勝誠二
4. オーロラの風に乗って [4:00]
歌：かれん（小暮英麻）
作詞：三井ゆきこ、作曲・編曲：大内哲也
5. 夢のその先へ（波音ソロバージョン） [4:50]
歌：宝生波音（寺門仁美）
作詞：三井ゆきこ、作曲・編曲：石田裕之
6. KIZUNA（波音ソロバージョン） [4:37]
歌：宝生波音（寺門仁美）
作詞：福田哲也、作曲・編曲：勝誠二
7. Return to the Sea [5:32]
歌：沙羅（植田佳奈）
作詞：福田哲也、作曲：勝誠二　編曲：竹田元
8. 夢のその先へ（リナソロバージョン） [4:49]
歌：洞院リナ（浅野まゆみ）
作詞：三井ゆきこ、作曲・編曲：石田裕之
9. KIZUNA（リナソロバージョン） [4:37]
歌：洞院リナ（浅野まゆみ）
作詞：福田哲也　作曲・編曲：勝誠二
10. 世界で一番早く朝が来る場所 [4:09]
歌：七海るちあ（中田あすみ）・宝生波音（寺門仁美）・洞院リナ（浅野まゆみ）
作詞：三井ゆきこ、作曲：佐藤直紀、編曲：吉川慶
TX系テレビアニメ『マーメイドメロディー ぴちぴちピッチ』後期のエンディングテーマ
11. Super Love Songs!（コーラスバージョン、ボーナス・トラック） [1:53]
歌：七海るちあ（中田あすみ）・宝生波音（寺門仁美）・洞院リナ（浅野まゆみ）
作詞：三井ゆきこ、作曲：勝誠二、編曲：神津裕之
コナミ社ゲーム『マーメイドメロディー ぴちぴちピッチ』挿入歌

### ピュアBOX1
テレビアニメ2期『マーメイドメロディー ぴちぴちピッチ ピュア』のボーカルアルバムボックス第1弾。
『マーメイドメロディー ぴちぴちピッチ ピュア』未発表のヴァージョンやシングル未収録の一部楽曲も収録。
1. Before the Moment [4:08]
歌：喜多村英梨
作詞：三井ゆきこ・ポリン、作曲・編曲：岩見直明
TX系テレビアニメ『マーメイドメロディー ぴちぴちピッチ ピュア』のオープニングテーマ
2. KODOU 〜パフェクト・ハーモニー〜（7Mermaid Version） [4:51]
歌：七海るちあ（中田あすみ）・宝生波音（寺門仁美）・洞院リナ（浅野まゆみ）・かれん（小暮英麻）・ノエル（永田亮子）・ココ（新井里美）・沙羅（植田佳奈）
作詞：福田哲也、作曲・編曲：勝誠二
3. 闇のBAROQUE -バロック- [3:43]
歌：シェシェ（土屋実紀）・ミミ（下屋則子）
作詞：三井ゆきこ　作曲・編曲：延近輝之
4. 暗黒の翼 [4:09]
歌：レディ・バット（小林沙苗）
作詞：MARIA、作曲・編曲：大内哲也
5. 花と蝶のセレナーデ [4:47]
歌：蘭花（小島めぐみ）
作詞：三井ゆきこ、作曲：土谷知幸、編曲：土谷知幸
6. MOTHER SYMPHONY（3Mermaid Version） [4:43]
歌：七海るちあ（中田あすみ）・宝生波音（寺門仁美）・洞院リナ（浅野まゆみ）
作詞：三井ゆきこ、作曲：松田彬人、編曲：竹田元
7. 水色の旋律（3Mermaid Version） [5:22]
歌：七海るちあ（中田あすみ）・宝生波音（寺門仁美）・洞院リナ（浅野まゆみ）
作詞：三井ゆきこ、作曲・編曲：堀田健志
8. Piece of Love（3Mermaid Version） [4:38]
歌：七海るちあ（中田あすみ）・宝生波音（寺門仁美）・洞院リナ（浅野まゆみ）
作詞：三井ゆきこ、作曲：林浩司、編曲：竹田元
9. 愛の温度℃ [4:22]
歌：七海るちあ（中田あすみ）・宝生波音（寺門仁美）・洞院リナ（浅野まゆみ）
作詞：三井ゆきこ、作曲・編曲：小林信吾
TX系テレビアニメ『マーメイドメロディー ぴちぴちピッチ ピュア』のエンディングテーマ

### ピュアBOX2
テレビアニメ2期『マーメイドメロディー ぴちぴちピッチ ピュア』のボーカルアルバムボックス第2弾。
『マーメイドメロディー ぴちぴちピッチ ピュア』主題歌シングル楽曲はもちろん、キャラクターソングと最終回へ向けての合唱曲など楽曲を収録。 
1. 希望の鐘音〜Love goes on〜 [5:50]
歌：七海るちあ（中田あすみ）・宝生波音（寺門仁美）・洞院リナ（浅野まゆみ）
作詞：三井ゆきこ、作曲：勝誠二、編曲：榎本英彦
2. 翼を抱いて [4:14]
歌：ミケル（皆川純子）
作詞：MARIA、作曲・編曲：鶴来正基
3. 七つの海の物語（リナソロバージョン） [4:24]
歌：洞院リナ（浅野まゆみ）
作詞：三井ゆきこ、作曲：林浩司、編曲：三輪悟
4. Beautiful Wish [4:28]
歌：星羅（喜多村英梨）
作詞：三井ゆきこ、作曲・編曲：延近輝之
5. Star☆メロメロ Heart [3:02]
歌：あらら（倉田雅世）
作詞：卑弥呼、作曲・編曲：延近輝之
6. 七つの海の物語（波音ソロバージョン） [4:24]
歌：宝生波音（寺門仁美）
作詞：三井ゆきこ、作曲：林浩司、編曲：三輪悟
7. 明日が見えなくて [4:11]
歌：天城みかる（新谷良子）
作詞：MARIA、作曲：鶴来正基、編曲：延近輝之
8. Birth of Love [3:30]
歌：星羅（喜多村英梨）
作詞：三井ゆきこ、作曲：鶴来正基、編曲：武藤星児
9. 七つの海の物語（るちあソロバージョン） [4:25]
歌：七海るちあ（中田あすみ）
作詞：三井ゆきこ、作曲：林浩司、編曲：三輪悟
10. 希望の鐘音〜Love goes on〜（7Mermaid Version） [5:49]
歌：七海るちあ（中田あすみ）・宝生波音（寺門仁美）・洞院リナ（浅野まゆみ）・かれん（小暮英麻）・ノエル（永田亮子）・ココ（新井里美）・星羅（喜多村英梨）
作詞：福田哲也、作曲・編曲：勝誠二

## オリジナルサウンドトラック

### マーメイドメロディー ぴちぴちピッチ
テレビアニメ1期『マーメイドメロディー ぴちぴちピッチ』のオリジナルサウンドトラック。
収録されている29曲のうち、主題歌を除く全24曲は鶴来正基が制作を担当。また、前期のオープニングテーマ『太陽の楽園〜Promised Land〜』とエンディングテーマ『大事な宝箱』両曲のテレビサイズ・バージョンを収録。未発表のヴォーカル曲「恋はなんだろう」をフル・サイズで初収録。
花森ぴんく描き下ろしジャケットイラスト。
1. 旅立ち [1:11]
2. 太陽の楽園〜Promised Land〜（TV Version） [1:45]
3. パールピアリ [1:39]
4. のんびりペンギン [1:05]
5. サブタイトル [0:09]
6. 海底神殿 [1:16]
7. サーフトリップ [1:08]
8. ほのかなときめき [1:06]
9. 不安と戸惑いと [1:17]
10. 恋する人魚 [1:04]
11. 暖かな思い出 [2:18]
12. 暗黒城 [0:52]
13. 不穏な気配 [0:20]
14. アイキャッチ1 [0:08]
15. アイキャッチ2 [0:07]
16. 恋を夢見て [1:36]
17. 切ない想い [1:52]
18. 運命の別れ [1:21]
19. 恐怖の調べ [1:49]
20. 戦いの幕開け [1:07]
21. 襲い来る敵 [1:26]
22. 絶体絶命 [1:16]
23. ピンクパールボイス!! [1:08]
24. 水色パールボイス!! [1:07]
25. グリーンパールボイス!! [1:06]
26. Legend of Mermaid（Orgel Version） [1:44]
27. 太陽の楽園〜Promised Land〜（Orgel Version） [1:30]
28. 大事な宝箱（TV Version） [1:34]
29. 恋はなんだろう（ボーナス・トラック） [4:15]

### マーメイドメロディー ぴちぴちピッチ ピュア
テレビアニメ2期『マーメイドメロディー ぴちぴちピッチ ピュア』のオリジナルサウンドトラック。
収録されている31曲のうち、主題歌を除く全28曲は鶴来正基が制作を担当。また、オープニングテーマ『Before the Moment』とエンディングテーマ『愛の温度℃』両曲のテレビサイズ・バージョンを収録。挿入歌のインスト・ヴァージョンに加え、ボーカルアルバム未収録のヴォーカル曲も収録。 
花森ぴんく描き下ろしジャケットイラスト。
1. Before the Moment（TV Version） [1:39]
2. 未来への架け橋 [1:07]
3. サブタイトル2 [0:10]
4. いつもいっしょに [1:22]
5. ずっこけペンギン [0:20]
6. 二人でおさんぽ [1:04]
7. わるだくみ [1:55]
8. トホホな展開… [1:02]
9. 人魚への想い [2:42]
10. 憂いを秘めて [2:20]
11. 戸惑いと迷いと [2:09]
12. 悲しみのノイズ [1:03]
13. 運命に耐えて [2:04]
14. 異世界への扉 [1:07]
15. 戦い迫る [1:08]
16. 押し寄せる恐怖 [0:53]
17. 暗闇が忍び寄る [1:08]
18. 闇との戦い [1:36]
19. 黄昏に想う [1:08]
20. 好きでいたい [1:14]
21. 深海の女神 [1:08]
22. 嫉妬 [1:42]
23. 神の音色? [1:40]
24. あなたを信じて [1:46]
25. 戦い終えて [1:40]
26. 人魚のあこがれ [1:21]
27. いつの日かきっと [1:38]
28. ぬくもり-太陽の楽園- [1:44]
29. 愛の温度℃（TV Version） [1:35]
30. Legend of Mermaid（沙羅スローバージョン） [1:55]
31. JENIFFER'S SONG [2:00]